# Onthophagus lamellicollis
Onthophagus lamellicollis är en skalbaggsart som beskrevs av Max Quedenfeldt 1884. Onthophagus lamellicollis ingår i släktet Onthophagus och familjen bladhorningar. Inga underarter finns listade i Catalogue of Life.